# 苦糖果
苦糖果（学名：[Lonicera fragrantissima subsp. standishii] 错误：{{Lang}}：文本有斜体标记（帮助））为忍冬科忍冬属下的一个亚种。生于向阳山坡林中、灌丛中或溪涧旁，海拔100-2000米。